# Loboi
Loboi is een bestuurslaag in het regentschap Nias Selatan van de provincie Noord-Sumatra, Indonesië. Loboi telt 130 inwoners (volkstelling 2010).